# Fabrizio Falconi
Fabrizio Falconi (Roma, 4 settembre 1959) è un giornalista e scrittore italiano.

## Biografia
Ha esordito come freelance per testate (Panorama, Paese Sera, Il manifesto), lavorando poi per quasi un decennio alla RAI, prima a RaiStereoUno, poi anche come regista della trasmissione, a Radiodue 3131, Radiodue, sotto la direzione di Corrado Guerzoni. In televisione ha lavorato nel 1990 a Telemontecarlo, poi nel 1991 nella redazione di Mixer, per il quale ha realizzato reportage.
È stato caporedattore per la testata NewsMediaset del gruppo Mediaset. Dal novembre 2011 è stato caporedattore del canale all news Mediaset, TGcom24. In narrativa ha esordito nel 1985 con un volume di racconti, Prima di Andare, cui hanno fatto seguito opere di saggistica, narrativa e poesia.
È autore e contributore di diversi blog, e siti on line per argomenti che spaziano dalla spiritualità alla poesia, alla storia della conoscenza e delle radici filosofiche dell'Occidente.

## Opere
- Prima di Andare (Editoriale Sette), 1985, racconti.
- Il Valore della Parola (SEI edizioni), 1988, saggio con Corrado Guerzoni, Maurizio Ciampa e Altri. ISBN 978-8805050420
- L'ombra del Ritorno (Campanotto Editore), 1996, poesie.
- Il giorno più bello per Incontrarti (Fazi Editore), 2000, romanzo. ISBN 9788881121564
- Osama Bin Laden, il terrore dell'Occidente (con Antonello Sette Fazi Editore), 2001, saggio. ISBN 9788881123117
- Cieli Come questo (Fazi Editore), 2002, romanzo. ISBN 9788881123377
- Sub Specie Aeternitatis (Aletti), 2003, poesie. ISBN 9788887860542
- Poesie 1996-2007 (Campanotto Editore), 2007, poesie. ISBN 9788845609015
- Il respiro di oggi (Terre Sommerse), 2009, poesie. ISBN 978-8889874684
- Dieci Luoghi dell'Anima (Cantagalli Editore), 2009, saggio. ISBN 978-8882724450
- I fantasmi di Roma (Newton Compton), 2010, saggio. ISBN 8854188794
- In hoc vinces (con Bruno Carboniero, Edizioni Mediterranee), 2011, saggio. ISBN 978-8827221402
- Per dirmi che sei fuoco (Gaffi), 2012, romanzo. ISBN 978-8861650268
- Trio di fine millennio (con Justin Bradshaw) (Kindle/Amazon), 2012, poesia. Versione inglese: Trio for the End of the Millennium (Translated by David Lummus)(Kindle/Amazon).
- I monumenti esoterici d'Italia (Newton Compton), 2013, saggio. ISBN 9788854149953
- Misteri e segreti dei Rioni e dei Quartieri di Roma (Newton Compton), 2013, saggio. ISBN 978-8822710741
- Roma segreta e misteriosa (Newton Compton), 2015, saggio. ISBN 978-8854185173
- Le rovine e l'ombra  (Castelvecchi Editore), 2017, saggio. ISBN 978-8869449970
- Cercare Dio (Castelvecchi Editore), 2018, saggio. ISBN 978-8869449970
- Nessun pensiero conosce l'amore (Interno Poesia), 2018, poesie. ISBN 978-8885583153
- Rima di frattura (con Paola D'Agnese) (Guida editore), 2019, poesie. ISBN 978-8868665494
- Porpora e Nero (Edizioni Ponte Sisto), 2019, romanzo. ISBN 978-8899290986
- La Storia di Roma in 501 domande e risposte (Newton Compton), 2020, saggio. ISBN 978-8822746313
- Le Basiliche di Roma (Newton Compton), 2022, saggio. ISBN 978-8822767172
- Il Dono Perfetto (Santelli editore), 2023, romanzo. ISBN 978-8892929104
- Passeggiate Letterarie a Roma  (Palombi Editore), 2024, saggio ISBN 979-1281675193
- La Fine del Sogno. Beatles, Manson, Polanski (Arcana Editore), 2024, saggio ISBN 978-8892773011
- Storie incredibili su Roma che non ti hanno mai raccontato (Newton Compton), 2024, saggio. ISBN 978-8822786890

Per Newton Compton editore ha curato il volume Papa Francesco, Non abbiate paura della tenerezza (le parole del Papa che sta cambiando la chiesa di Roma), 2013.
Sue poesie sono apparse tradotte in lingua inglese da David Lummus nella rivista TriQuarterly dedicata alla poesia italiana contemporanea curata da Robert Pogue Harrison e Susan Stewart (poetessa) (n.127/2007).